# کیتو ۱۰۷۹۳
سیارک ۱۰۷۹۳ (به انگلیسی: 10793 Quito، نامگذاری:1992CU2) ده هزار و هفتصد و نود و سومین سیارک کشف شده‌است که در ۲ فوریه ۱۹۹۲ کشف شد.
قدر مطلق سیارک برابر ۱۲٫۶۰ است.